# Torneo Anual 2021 de Primera B (Liga Chacarera)
El Torneo Anual 2021 de Primera B, organizado por la Liga Chacarera de Fútbol, en la provincia de Catamarca, Argentina, será la primera competición del año, luego de más de 1 año y 8 meses sin jugar debido a la Pandemia de COVID-19.
Dará comienzo el 18 de septiembre y finalizará el 7 de noviembre.
Los nuevos participantes son los equipos ascendidos de la Primera B: Ateneo Mariano Moreno, que volvió tras 9 años, y El Auténtico que hará su debut en esta categoría.
Consagrará un campeón, que clasificará al próximo Torneo Provincial.
El sorteo del fixture y el formato de la competición fue el 23 de agosto en la nueva sede del Club El Auténtico en Barrio La Viñita.

## Ascensos y descensos
| Prom                    | Descendidos de la Primera División 2019 |
| ----------------------- | --------------------------------------- |
| 10.º Tabla Conjunta     | Obreros de San Isidro                   |
| 10.º Tabla de Promedios | La Carrera                              |

| Pos                  | Ascendidos de la Primera B 2019 |
| -------------------- | ------------------------------- |
| Campeón Anual        | Ateneo Mariano Moreno           |
| Campeón Petit Torneo | El Auténtico                    |

### Competición
- El certamen se desarrollará en una sola rueda con el sistema de Todos Contra Todos.
- El equipo que se ubique en la primera ubicación de la Tabla de posiciones al finalizar el torneo, jugará la Final Absoluta contra el ganador del Petit Torneo.
- En el caso de que dos o más equipos finalicen en el primer puesto, se resolverá por partido jugado entre sí o sino por goles a favor.

- Los equipos ubicados del 2º al 5º puesto, participarán del Petit Torneo.
- Semifinales: participarán los 4 equipos mejores ubicados, a un solo partido, en dónde si termina igualado en los 90 minutos se definirá mediante penales.

Los encuentros se definirán de la siguiente manera: 2º vs. 5º y 3º vs. 4º.
- Final: participarán los 2 equipos ganadores de las semifinales, en dónde el ganador jugará la Final Absoluta.

- Final Absoluta: lo jugarán el equipo que se halla ubicado en la 1º ubicación de la Tabla de posiciones vs. el ganador del Anual Clasificatorio. El vencedor obtendrá el ascenso directo a la Primera División 2022 y a la próxima edición del Torneo Provincial.

## Equipos participantes
| Nombre del club                                 | Ciudad        | Departamento        | Entrenador            | Fundación            |
| ----------------------------------------------- | ------------- | ------------------- | --------------------- | -------------------- |
| Club Deportivo Sumalao                          | Sumalao       | Valle Viejo         | Lucas Gutiérrez       | 15 de marzo de 1926  |
| Club Deportivo Juventud Unida                   | La Falda      | Fray Mamerto Esquiú | Ricardo Martínez      | 5 de julio de 1948   |
| Centro Cultural y Deportivo La Carrera          | La Carrera    | Fray Mamerto Esquiú | Juan Vega             | 5 de agosto de 1943  |
| Club Social, Cultural y Deportivo La Estación   | Miraflores    | Capayán             | Ramón Chazarreta      | 11 de mayo de 2010   |
| Club Social, Cultural y Deportivo Las Pirquitas | Las Pirquitas | Fray Mamerto Esquiú | Cristian Romero       | 17 de enero de 1983  |
| Club Obreros de San Isidro                      | San Isidro    | Valle Viejo         | Juan Vega             | 6 de octubre de 1932 |
| Club Social San Antonio                         | San Antonio   | Fray Mamerto Esquiú | Maximiliano Mascareño | 28 de mayo de 1940   |
| Club Sportivo Villa Dolores                     | Villa Dolores | Valle Viejo         | Roque Ferreyra        | 18 de junio de 1933  |

## Cambio de entrenadores
| Equipo              | Entrenador saliente | Fecha de salida          | Partidos disputados  | Reemplazado por  | Fecha de llegada         |
| ------------------- | ------------------- | ------------------------ | -------------------- | ---------------- | ------------------------ |
| Deportivo Sumalao   | Pablo Aredes        | 28 de septiembre de 2021 | 2 (0 PG, 0 PE, 2 PP) | Lucas Gutiérrez  | 29 de septiembre de 2021 |
| Villa Dolores       | Hernán Bustamante   | 23 de octubre de 2021    | 5 (2 PG, 1 PE, 2 PP) | Roque Ferreyra   | 25 de octubre de 2021    |
| Juventud Unida (LF) | César Caliva        | 23 de octubre de 2021    | 5 (2 PG, 1 PE, 2 PP) | Ricardo Martínez | 26 de octubre de 2021    |

### Distribución geográfica de los equipos
| Departamento        | Cant. | Equipos                                                              |
| ------------------- | ----- | -------------------------------------------------------------------- |
| Fray Mamerto Esquiú | 4     | Juventud Unida (LF), La Carrera, Las Pirquitas y Social San Antonio. |
| Valle Viejo         | 3     | Deportivo Sumalao, Obreros y Villa Dolores.                          |
| Capayán             | 1     | La Estación (M).                                                     |
| Total               | 8     |                                                                      |

## Estadios
| | | | |
| | | | |
| Estadio Primo Antonio Prevedello Ciudad: San Isidro Capacidad: 6 000 espectadores Propietario: Liga Chacarera de Fútbol | Estadio Jorge César Vargas Ciudad: Banda de Varela Capacidad: 1 500 espectadores Propietario: Club Deportivo Coronel Daza | Estadio Defensores de Esquiú Ciudad: San José de Piedra Blanca Capacidad: 800 espectadores Propietario: Club Defensores de Esquiú | Estadio Las Pirquitas Ciudad: Villa Las Pirquitas Capacidad: 500 espectadores Propietario: Club S. C. y Deportivo Las Pirquitas |

## Competición

### Tabla de posiciones
| Pos. | Equipo                    | Pts. | PJ | PG | PE | PP | GF | GC | Dif. |
| ---- | ------------------------- | ---- | -- | -- | -- | -- | -- | -- | ---- |
| 01.º | Las Pirquitas             | 19   | 7  | 6  | 1  | 0  | 17 | 4  | 13   |
| 02.º | Villa Dolores             | 11   | 7  | 3  | 2  | 2  | 17 | 12 | 5    |
| 03.º | Social San Antonio        | 10   | 7  | 3  | 1  | 3  | 15 | 15 | 0    |
| 04.º | La Estación (Miraflores)  | 10   | 7  | 3  | 1  | 3  | 10 | 14 | −4   |
| 05.º | Juventud Unida (La Falda) | 9    | 7  | 2  | 3  | 2  | 8  | 7  | 1    |
| 06.º | Deportivo Sumalao         | 7    | 7  | 2  | 1  | 4  | 5  | 9  | −4   |
| 07.º | Obreros de San Isidro     | 7    | 7  | 1  | 4  | 2  | 5  | 10 | −5   |
| 08.º | La Carrera                | 4    | 7  | 1  | 1  | 5  | 5  | 11 | −6   |

|  | Clasifica a la Final Absoluta |
|  | Clasifican al Petit Torneo    |

#### Evolución de las posiciones
| Equipo / Fecha        | 1  | 2  | 3  | 4  | 5  | 6  | 7  |
| --------------------- | -- | -- | -- | -- | -- | -- | -- |
| Deportivo Sumalao     | 07 | 07 | 05 | 07 | 05 | 05 | 06 |
| Juventud Unida (LF)   | 02 | 01 | 03 | 03 | 04 | 04 | 05 |
| La Carrera            | 05 | 05 | 06 | 05 | 07 | 08 | 08 |
| La Estación (M)       | 04 | 02 | 04 | 04 | 02 | 02 | 04 |
| Las Pirquitas         | 01 | 03 | 01 | 01 | 01 | 01 | 01 |
| Obreros de San Isidro | 06 | 06 | 07 | 06 | 06 | 07 | 07 |
| Social San Antonio    | 08 | 08 | 08 | 08 | 08 | 06 | 03 |
| Villa Dolores         | 03 | 04 | 02 | 02 | 03 | 03 | 02 |

|  |

### Resultados
| Fecha 1             | Fecha 1   | Fecha 1               | Fecha 1                  | Fecha 1          | Fecha 1 |
| Local               | Resultado | Visita                | Estadio                  | Fecha            | Hora    |
| ------------------- | --------- | --------------------- | ------------------------ | ---------------- | ------- |
| La Carrera          | 2 - 3     | Villa Dolores         | Primo Antonio Prevedello | 18 de septiembre | 14:30   |
| Las Pirquitas       | 5 - 2     | Social San Antonio    | Las Pirquitas            | 18 de septiembre | 15:30   |
| La Estación         | 2 - 1     | Obreros de San Isidro | Primo Antonio Prevedello | 19 de septiembre | 14:30   |
| Juventud Unida (LF) | 3 - 1     | Deportivo Sumalao     | Jorge César Vargas       | 19 de septiembre | 14:30   |

| Fecha 2               | Fecha 2   | Fecha 2             | Fecha 2                  | Fecha 2          | Fecha 2 |
| Local                 | Resultado | Visita              | Estadio                  | Fecha            | Hora    |
| --------------------- | --------- | ------------------- | ------------------------ | ---------------- | ------- |
| Villa Dolores         | 2 - 2     | Las Pirquitas       | Primo Antonio Prevedello | 25 de septiembre | 14:15   |
| Obreros de San Isidro | 1 - 1     | La Carrera          | Defensores de Esquiú     | 25 de septiembre | 14:30   |
| Deportivo Sumalao     | 0 - 1     | La Estación (M)     | Primo Antonio Prevedello | 25 de septiembre | 16:30   |
| Social San Antonio    | 0 - 2     | Juventud Unida (LF) | Primo Antonio Prevedello | 26 de septiembre | 14:15   |

| Fecha 3         | Fecha 3   | Fecha 3               | Fecha 3                  | Fecha 3      | Fecha 3 |
| Local           | Resultado | Visita                | Estadio                  | Fecha        | Hora    |
| --------------- | --------- | --------------------- | ------------------------ | ------------ | ------- |
| Villa Dolores   | 6 - 3     | Social San Antonio    | Primo Antonio Prevedello | 1 de octubre | 15:30   |
| La Estación (M) | 2 - 2     | Juventud Unida (LF)   | Primo Antonio Prevedello | 2 de octubre | 14:30   |
| La Carrera      | 0 - 1     | Deportivo Sumalao     | Defensores de Esquiú     | 2 de octubre | 15:00   |
| Las Pirquitas   | 5 - 0     | Obreros de San Isidro | Las Pirquitas            | 2 de octubre | 15:30   |

| Fecha 4               | Fecha 4   | Fecha 4         | Fecha 4                  | Fecha 4      | Fecha 4 |
| Local                 | Resultado | Visita          | Estadio                  | Fecha        | Hora    |
| --------------------- | --------- | --------------- | ------------------------ | ------------ | ------- |
| Social San Antonio    | 4 - 1     | La Estación (M) | Jorge César Vargas       | 8 de octubre | 15:00   |
| Obreros de San Isidro | 1 - 0     | Villa Dolores   | Primo Antonio Prevedello | 8 de octubre | 15:30   |
| Deportivo Sumalao     | 0 - 1     | Las Pirquitas   | Primo Antonio Prevedello | 9 de octubre | 14:30   |
| Juventud Unida (LF)   | 1 - 2     | La Carrera      | Defensores de Esquiú     | 9 de octubre | 15:00   |

| Fecha 5               | Fecha 5   | Fecha 5             | Fecha 5                  | Fecha 5       | Fecha 5 |
| Local                 | Resultado | Visita              | Estadio                  | Fecha         | Hora    |
| --------------------- | --------- | ------------------- | ------------------------ | ------------- | ------- |
| La Carrera            | 0 - 2     | La Estación (M)     | Primo Antonio Prevedello | 22 de octubre | 15:00   |
| Villa Dolores         | 0 - 2     | Deportivo Sumalao   | Primo Antonio Prevedello | 22 de octubre | 17:00   |
| Obreros de San Isidro | 1 - 1     | Social San Antonio  | Primo Antonio Prevedello | 23 de octubre | 15:30   |
| Las Pirquitas         | 2 - 0     | Juventud Unida (LF) | Las Pirquitas            | 23 de octubre | 16:30   |

| Fecha 6             | Fecha 6   | Fecha 6               | Fecha 6                  | Fecha 6       | Fecha 6 |
| Local               | Resultado | Visita                | Estadio                  | Fecha         | Hora    |
| ------------------- | --------- | --------------------- | ------------------------ | ------------- | ------- |
| Social San Antonio  | 2 - 0     | La Carrera            | Primo Antonio Prevedello | 29 de octubre | 19:00   |
| Juventud Unida (LF) | 0 - 0     | Villa Dolores         | Primo Antonio Prevedello | 30 de octubre | 16:00   |
| La Estación (M)     | 0 - 1     | Las Pirquitas         | Primo Antonio Prevedello | 30 de octubre | 18:00   |
| Deportivo Sumalao   | 1 - 1     | Obreros de San Isidro | Primo Antonio Prevedello | 31 de octubre | 16:00   |

| Fecha 7               | Fecha 7   | Fecha 7             | Fecha 7                  | Fecha 7        | Fecha 7 |
| Local                 | Resultado | Visita              | Estadio                  | Fecha          | Hora    |
| --------------------- | --------- | ------------------- | ------------------------ | -------------- | ------- |
| Las Pirquitas         | 1 - 0     | La Carrera          | Las Pirquitas            | 5 de noviembre | 16:30   |
| Deportivo Sumalao     | 3 - 0     | Social San Antonio  | Primo Antonio Prevedello | 6 de noviembre | 16:00   |
| Villa Dolores         | 6 - 2     | La Estación (M)     | Primo Antonio Prevedello | 6 de noviembre | 18:00   |
| Obreros de San Isidro | 0 - 0     | Juventud Unida (LF) | Primo Antonio Prevedello | 6 de noviembre | 20:00   |

|  |

## Petit Torneo

### Cuadro de desarrollo
|  | Semifinales         | Semifinales        |       |               | Final              | Final |  |
|  |                     |                    |       |               |                    |       |  |
|  |                     |                    |       |               |                    |       |  |
|  | Villa Dolores       | 1 (4)              |       |               |                    |       |  |
|  | Juventud Unida (LF) | 1 (3)              |       |               |                    |       |  |
|  |                     |                    |       |               |                    |       |  |
|  |                     |                    |       |               |                    |       |  |
|  |                     |                    |       |               | Villa Dolores      | 0 (3) |  |
|  |                     | Social San Antonio | 0 (4) |               |                    |       |  |
|  |                     |                    |       |               |                    |       |  |
|  |                     |                    |       |               |                    |       |  |
|  |                     |                    |       |               | Final Absoluta     |       |  |
|  |                     |                    |       |               |                    |       |  |
|  | Social San Antonio  | 0 (5)              |       | Las Pirquitas | 1                  |       |  |
|  | La Estación (M)     | 0 (4)              |       |               | Social San Antonio | 0     |  |

### Semifinales
| 12 de noviembre, 19:00 | Villa Dolores                                                              | 1 - 1 (4:3 p.)             | Juventud Unida (LF)                                                         | Primo Antonio Prevedello, San Isidro |                             |
|                        | Miguel Vergara 36'                                                         | Reporte                    | 70' Fernando Unzaga                                                         | Árbitro(s): Hernán Palacios          | Árbitro(s): Hernán Palacios |
|                        |                                                                            | Tiros desde el punto penal |                                                                             |                                      |                             |
|                        | Mayco Guzmán · Enrique Moreira · Pablo Torres · Mateo Jalil · José Brandán |                            | Fernando Unzaga · Luis Zurita · Marcio Páez · Luis Rodríguez · José Heredia |                                      |                             |

| 12 de noviembre, 21:00 | Social San Antonio                                                                                  | 0 - 0 (5:4 p.)             | La Estación (M)                                                                                         | Primo Antonio Prevedello, San Isidro |                          |
|                        | | Reporte                    | | Árbitro(s): Jesús Aldeco             | Árbitro(s): Jesús Aldeco |
|                        | | Tiros desde el punto penal | |                                      |                          |
|                        | Cristian González · Ramón Ruíz · Luciano Córdoba · Enzo Hildebrant · Marcos Brunello · Marcelo Sosa |                            | Gastón Medina · Gustavo Herrera · Jonathan Hauy · Rodrigo Castillo · Darío Robledo · Fabián Barrionuevo |                                      |                          |

### Final
| 17 de noviembre, 18:30 | Villa Dolores                                                               | 0 - 0 (3:4 p.)             | Social San Antonio                                                                      | Primo Antonio Prevedello, San Isidro |  |
|                        |                                                                             |                            |                                                                                         | Árbitro(s): Daniel Silcán            |  |
|                        |                                                                             | Tiros desde el punto penal |                                                                                         |                                      |  |
|                        | José Brandán · Mayco Guzmán · Enrique Moreira · Imanol Uriarte · Diego Tula |                            | Luciano Córdoba · Cristian González · José Martínez · Nelson Reyes · Braian Barrionuevo |                                      |  |

## Final Absoluta
| 20 de noviembre, 18:00 | Las Pirquitas         | 1 - 0   | Social San Antonio | Primo Antonio Prevedello, San Isidro |                          |
|                        | Adrián Bustamante 24' | Reporte |                    | Árbitro(s): Jesús Aldeco             | Árbitro(s): Jesús Aldeco |

|                                                 |
| Club Social, Cultural y Deportivo Las Pirquitas |
| Campeón Torneo Anual 2021                       |

## Estadísticas

### Goleadores
| Jugador                        | Equipo              | Goles |
| ------------------------------ | ------------------- | ----- |
| Adrián Bustamante              | Las Pirquitas       | 6     |
| José Heredia                   | Juventud Unida (LF) | 5     |
| Roberto Sandrone               | Villa Dolores       | 5     |
| Cristian López                 | Social San Antonio  | 3     |
| Luis Moya                      | Villa Dolores       | 3     |
| Marcelo Bernede                | La Estación (M)     | 3     |
| Miguel Vergara                 | Villa Dolores       | 3     |
| Nicolás Bustamante             | Las Pirquitas       | 3     |
| Actualizado al 20 de noviembre |                     |       |

| Claudio Cejas Barrionuevo | Deportivo Sumalao     | 2 |
| Diego Tula                | Villa Dolores         | 2 |
| Franco Carrasco           | Las Pirquitas         | 2 |
| Héctor Olea               | Social San Antonio    | 2 |
| Jeremías Bustamante       | Las Pirquitas         | 2 |
| Luciano Castro            | Las Pirquitas         | 2 |
| Maximiliano Córdoba       | La Estación (M)       | 2 |
| Mayco Guzmán              | Villa Dolores         | 2 |
| Adrián Robledo            | La Estación (M)       | 1 |
| Alejandro Bazán           | Las Pirquitas         | 1 |
| Braian Barrionuevo        | Social San Antonio    | 1 |
| Brian Cano                | Obreros de San Isidro | 1 |
| Carlos Saavedra           | La Carrera            | 1 |
| Claudio Quinteros         | Deportivo Sumalao     | 1 |
| Cristian González         | Social San Antonio    | 1 |
| Cristian López            | Social San Antonio    | 1 |
| Darío Delgado             | La Carrera            | 1 |
| Diego Avellaneda          | Obreros de San Isidro | 1 |
| Emanuel Martel            | Las Pirquitas         | 1 |
| Enrique Moreira           | Villa Dolores         | 1 |
| Exequiel Acevedo          | Obreros de San Isidro | 1 |
| Facundo Salas             | La Carrera            | 1 |
| Fernando Reinoso          | Deportivo Sumalao     | 1 |
| Fernando Unzaga           | Juventud Unida (LF)   | 1 |
| Gastón Medina             | La Estación (M)       | 1 |
| Ignacio Hidalgo           | Las Pirquitas         | 1 |
| Iván Benavídez            | Social San Antonio    | 1 |
| Joel Centeno              | Deportivo Sumalao     | 1 |
| Jonathan Zurita           | La Carrera            | 1 |
| Lucas Salcedo             | Juventud Unida (LF)   | 1 |
| Luciano Ance              | Social San Antonio    | 1 |
| Luciano Córdoba           | Social San Antonio    | 1 |
| Luis Vega                 | Juventud Unida (LF)   | 1 |
| Mateo Toledo              | La Estación (M)       | 1 |
| Maximiliano Mena          | Obreros de San Isidro | 1 |
| Maximiliano Noriega       | Villa Dolores         | 1 |
| Nelson Reyes              | Social San Antonio    | 1 |
| Nicolás Barrionuevo       | Social San Antonio    | 1 |
| Omar Robledo              | La Estación (M)       | 1 |
| Oscar Mercado             | Social San Antonio    | 1 |
| Pablo Torres              | Villa Dolores         | 1 |
| Ramón Ruíz                | Social San Antonio    | 1 |
| Renzo López               | Juventud Unida (LF)   | 1 |
| Rodrigo Córdoba           | La Estación (M)       | 1 |